# プルデンシャルタワー
プルデンシャルタワーは、東京都千代田区永田町にある超高層ビルディングである。第46回BCS賞受賞。

## 概要
2002年（平成14年）、外堀通りに沿い開業した職住一体の超高層ビルである。
1 - 2階がレストランなどの店舗、下層部の3 - 24階がオフィス、上層部の26階以上がプルデンシャルタワーレジデンスと呼ばれる賃貸マンションおよび別棟の2階建てプルデンシャルプラザで構成される。総事業費は700億円。
オフィス部分には、プルデンシャル生命保険本社をはじめ、プルデンシャル・ファイナンシャルグループのジブラルタ生命保険等が入居する。
プルデンシャルタワーレジデンスは、エントランスはオフィスとは別に確保。一般賃貸住宅と家具付き賃貸住宅のサービスアパートメントで構成され、外国人ビジネスマンをターゲットに、総戸数125戸の内約7割の85戸をサービスアパートメントとした。
プルデンシャルプラザには、スポーツクラブNAS赤坂が入った。
ホテルニュージャパンの跡地に建てられたことから、惨劇を2度と繰り返さないために「早期火災感知システム」「加圧防排煙システム」「屋上にヘリコプターのホバリングスペース」を備えたほか、オフィスと住居を連結する25階部分に「空中一時避難待機スペース」を設け、さらには自家用発電の設備や地下1階に防災備蓄倉庫も設置して、安全性を含め万全の体制を完備している。

## 歴史
この地にはかつて、1936年の二・二六事件の反乱部隊が宿所としていた赤坂の日本料亭「幸楽」が存在しており、これを小沢専七郎が1943年に買い取り、大日本防空食糧会社の本社としていた。これは被災して終戦後は米軍に売却された。のち、藤山コンツェルンを設立母体として、1960年（昭和35年）、ホテルニュージャパンが開業した。だが、コンツェルン2代目の藤山愛一郎の政界進出や、新規事業等の不振から藤山コンツェルンは衰退を余儀なくされた。このため、横井英樹率いる東洋郵船がホテルニュージャパンを買収した。
社長に就任した横井は施設の陳腐化や経営ノウハウの乏しさから経営難となっていたニュージャパンを立て直そうと、人員の整理や経費削減といった徹底した合理化策を打ち出す。このため安全対策予算もなおざりとなり、結果として、1982年（昭和57年）2月8日に33人の死者を出した火災が発生、ニュージャパンは営業禁止処分を受けて廃業した。なお、横井は業務上過失致死傷罪に問われ、最高裁で禁錮3年の実刑判決が確定し、収監された。
テナントのニューラテンクォーターは1989年（平成元年）まで営業が継続されたものの、跡地の買い手がなかなかつかず、ニュージャパンとそのオーナーである横井の債権者として差し押さえた千代田生命保険の関連会社が1995年（平成7年）に自己競落し、翌年6月にタワー建設に着手した。
しかし、2000年（平成12年）秋に千代田生命が経営破綻。同社はAIGがスポンサーとなりAIGスター生命保険となったが、当時建設中だったタワーについてはプルデンシャル生命保険と森ビルの共同出資した会社が買い取り、完成させた。

## 主なテナント
- プルデンシャル生命保険
- ジブラルタ生命保険
- PGF生命
- アジア生命保険振興センター
- プラスジョインテックスカンパニー
- 株式会社教育環境研究所
- ジョーンズ・ラング・ラサール株式会社
- 横浜市東京プロモーション本部
- ジェンパクトコンサルティング株式会社
- ノースロップ・グラマン
- 森ビル

## ビル周辺
- 東京メトロ赤坂見附駅
- 赤坂東急ビル（赤坂東急プラザ・赤坂エクセルホテル東急）
- 山王日枝神社
- 山王パークタワー
- 東京都立日比谷高等学校

### 注
1. ↑  2007年に発生したサブプライムローンの影響によるAIG経営破綻により、2011年以降は偶然にもプルデンシャル・ファイナンシャルグループとなっている。詳細はAIGスター生命保険参照。